# Тютюнник Григір Михайлович
Григі́р Миха́йлович Тютю́нник (5 грудня 1931 , Шилівка, Зіньківський район, Українська СРР, СРСР  — 6 березня 1980 , Київ )— український письменник-прозаїк, перекладач, педагог. Представник покоління шістдесятників. Брат письменника Григорія Тютюнника. Лауреат премії імені Лесі Українки (1980, за повісті «Климко» (1976) та «Вогник далеко в степу»; 1979), Державної премії імені Тараса Шевченка (1989, посмертно) за «Твори» у двох томах.
Перша публікація — російськомовна новела «В сумерки»— у журналі «Крестьянка» (1961); наступні твори писав українською мовою. Член Спілки письменників України з 1966 року. Друкували твори Тютюнника в Україні неохоче, нещадно критикували кожен новий твір (деяких так і не опублікували за життя письменника).
Його твори вирізнялися колоритним зображенням побуту сучасного села, рідкісним знанням мови та психології народу, соковитим гумором. Автор збірок новел «Зав'язь» (1966), «Деревій» (1969), «Батьківські пороги» (1972), «Крайнебо» (1975), «Коріння» (1978), книжок для дітей «Ласочка» (1970), «Лісова сторожка» (1971), «Степова казка» (1973). Перекладач творів Василя Шукшина, Еріха Распе та інших.
У ніч із 5 на 6 березня 1980 року 48-річний письменник учинив самогубство в Києві.

## Життєпис
Тютю́нник Гри́гір Миха́йлович народився 5 грудня 1931 року в c. Шилівка на Полтавщині. Батьки, Тютюнник Михайло Васильович і Тютюнник (до шлюбу Сивокінь) Ганна Михайлівна, були селянами і працювали в колгоспі.
У ніч з 29 на 30 листопада 1937 року Михайла Тютюнника заарештували, а шестирічний Григір на все життя запам'ятав, як біг аж на край села услід за «чорним вороном», на якому повезли батька. Про нього не можна було навіть згадувати, бо «ворог народу». По Михайлові Тютюннику не лишилося ні фотографії, ні могили, тільки 1958 року прийшло повідомлення, що за рік його було реабілітовано посмертно за браком складу злочину. Уже в зрілому віці письменник напише: «Мені якби мати… живого батька… Хоч би знати, де його могила… Мені вона ввижається десь далеко-далеко, в дрімучому лісі».
Репресованим був і дід Григора Тютюнника по матері, Михайло Тимофійович Сивокінь. Його заарештували 20 лютого 1930 року, після того як Михайло Тютюнник одружився з Ганною Сивокінь.
1 жовтня 1937 року заарештували батькового старшого брата Павла Васильовича Тютюнника. 13 листопада судова трійка НКВС Полтавської області на закритому засіданні оголосила вирок — Тютюнника П. В. розстріляти, майно, що належало йому, конфіскувати, смертний вирок виконано 25 листопада того ж року в Полтавській тюрмі. 31 березня 1965 року Тютюнник П. В. реабілітований Полтавським обласним судом.
Після того, як батька забрали у в'язницю, письменника до себе на Донбас взяв батьків брат Филимон Васильович Тютюнник, що мешкав у смт Щотове Луганської області. Він і його дружина, Наталя Іванівна Рябовецька, з хутора Троянівка, вчили й виховували малого Григора.
Як згадував сам письменник:
|  | Вони обоє працювали в школі. Дядя був бухгалтером, тьотя викладала українську мову й літературу. З того часу я запам'ятав «Як упав же він з коня», «На майдані». Я любив і знав казки Пушкіна і безліч українських народних казок, з яких я найбільше люблю й зараз «Котигорошко», — прекрасна казка. Перечитував оце недавно — диво, та й годі… |

Мати Григора, Ганна Михайлівна, померла 1987 року.
Важкі умови дитинства стали основою багатьох тем та сюжетів майбутніх творів. На формування світосприймання вплинули рання втрата батька, життя вдалині від матері, завдані війною моральні й матеріальні втрати тощо.
1938 року дядько зі своєю дружиною віддали Григора до школи в український перший клас, який нараховував сім учнів, а тому через деякий час був розформований, і хлопця перевели в російський клас. З того часу і до 1962 року, як зазначав сам Тютюнник, він розмовляв, писав листи (іноді оповідання) винятково російською мовою, «окрім років 1942—1949, коли я знов опинився в селі біля матері».
1946 року після закінчення п'ятого класу пішов в Зіньківське ремісниче училище № 7, де одержав спеціальність слюсаря 5-го розряду. Закінчивши його, працював на Харківському заводі імені Малишева, але захворів легенями, повернувся до Шилівки. Не відпрацював належних трьох років, за що відсидів 4 місяці в колонії. Як вийшов, повернувся на Донбас, де працював в колгоспі, на відбудові шахт, слюсарював.
Пізніше в своїх спогадах Григір писав:
|  | Після закінчення п'ятого класу пішов я в Зіньківське РУ № 7, щоб мати якусь одежину і 700 грамів хліба на день. Вони, оті 700 грамів, і врятували нас із мамою у 1947-му: я носив «з города» щодня по шматочку, глевкому і сплюснутому, в кишені, як порожній гаманець. Восени нам, ремісникам, вручили атестати слюсарів п'ятого розряду і одвезли машинами до Охтирки. А звідси поїздом — до Харкова, на завод ім. Малишева. Там нам дали гуртожиток (одна кімната — загін на 68 душ) і розподілили по цехах. |

1951 року Тютюнник пішов до армії, служив у морфлоті радистом на Далекому Сході. Після демобілізації закінчив вечірню школу, працював токарем у Щотовському вагонному депо.
У 1957—1962 роках майбутній письменник навчався в Харківському університеті на філологічному факультеті. Саме тут він захопився літературною працею, редагував журнал «Промінь». У листі до брата від 28 вересня 1957 року Григір писав: «Університет для мене — більше, ніж я того чекав. Мої уявлення про нього були викривлені і зовсім необґрунтовані. Тут  навчать  не  тільки  помічати, фіксувати певні факти, але навчать і аналізувати їх правильно, без зайвих гарячковості  і  багатослівного  гніву, який мені  притаманний. Тут навчать  відсівати  різного роду полову і все те, що колись здавалося вартим уваги…»
Після служби вперше пробує писати (російською мовою). Значний вплив на формування літературних смаків, на ставлення до літературної праці справив його брат — письменник Григорій Тютюнник.
1958 року одружився з випускницею філфаку Людмилою Василівною, родом із с. Верхня Мануйлівка Козельщинського району Полтавської області. Тут Гр. Тютюнник бував набагато частіше, ніж удома. Тут він написав понад 20 своїх творів, прототипами героїв яких стали мешканці Мануйлівки.[джерело не вказане 1246 днів]
Працює вчителем вечірньої школи на ст. Щотове Луганської обл.
24 січня 1963 року у подружжя народився син Михайло, а 13 травня 1970 року — син Василь. «Одного Михайла замордували, може, хоч другому поталанить жити по-людськи. Об цім тільки й молю Господа Бога».
В останні місяці життя письменник працював над повістю «Житіє Артема Безвіконного», якої так і не завершив, хоч, як признавався: «уже бачив її всю»[джерело?].
Зацькований, доведений до розпачу і депресії, в ніч із 5 на 6 березня 1980 року вчинив самогубство в Києві. У руці письменник стискав передсмертну записку: «Домучуйте когось іншого, а моє, що в мене є, спаліть». Поховано письменника на Байковому кладовищі в Києві (ділянка № 33)[джерело?].
Державну премію імені Тараса Шевченка Григорові Тютюнникові присудили вже посмертно, у березні 1989 року[джерело?].

## Творчість

Меморіальна дошка на будинку на Андріївському узвозі, де в 1963—1967 роках мешкав письменник

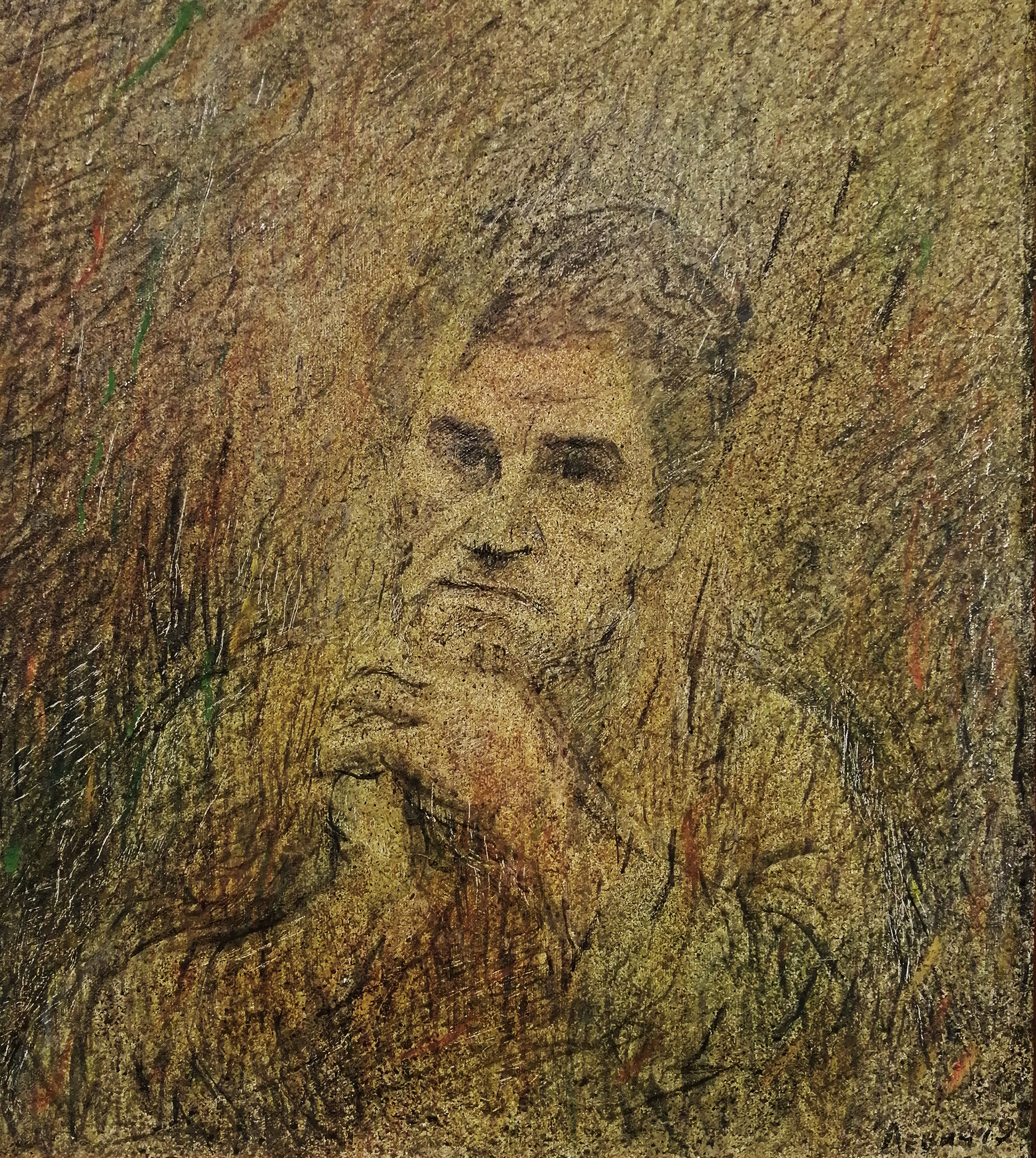
Я. Левич. Портрет Григора Тютюнника. П.,о., 80х60.1979

1961 року Григір Тютюнник у журналі "Крестьянка" надрукував першу  новелу «В сумерки» написану російською мовою, яка народилася з листа до дружини за підписом Г. Тютюнник-Ташанський. Псевдонім з'явився від назви річки Ташань, яка протікає через рідне село. Після смерті старшого брата Григорія Тютюнника переклав свої «Сумерки» українською мовою і відтоді писав лише нею.
|  | Прочитав словник Грінченка і ледве не танцював на радощах — так багато відкрив мені цей блискучий твір. Негайно переклав свої «Сумерки» на рідну мову і тепер уже не розлучаюся з нею, слава богу, і не розлучуся до самої смерті. |

1962 року, після закінчення Харківського університету, учителював у вечірній школі у містечку Артемівську на Донбасі. 1963 року переїхав до Києва, впродовж 1963—1964 років працював у редакції газети «Літературна Україна», опублікував кілька нарисів та перші оповідання: «Дивак», «Рожевий морок», «Кленовий пагін», «Сито, сито…». Молодіжні журнали «Дніпро» та «Зміна» вміщують новели «Місячної ночі», «На згарищі», «У сутінки», «Чудасія» , «Смерть кавалера» (1965).
Зацікавившись кінематографом, Гр. Тютюнник працює у сценарній майстерні Київської кіностудії ім. О. Довженка, — створює літературний сценарій за романом Григорія Тютюнника «Вир», рецензує твори колег-кінодраматургів та фільми. Переходить на редакторсько-видавничу роботу у видавництва «Молодь» і «Веселка», а згодом повністю віддається літературній творчості.
1966 року вийшла його перша книжка «Зав'язь» (видавництво «Молодь»). «Зав'язь» була однією з тих книжок, які засвідчили новий злет української прози і зробили популярним ім'я Гр. Тютюнника, воднораз вирізнивши його серед творчої молоді. До літератури письменник ставився серйозно, був переконаний, що вона не може асоціюватися із грою «в шахи, де можна перехитрувати заковиристим ходом супротивника», не визнавав «модних тем», вважав, що головне у творі — людина, літературну працю сприймав «за роботу, яку треба робити без поспіху, на совість». Свої перші публікації поціновував досить самокритично, вимагав від себе «ще вчитися думати на папері», «писати тільки під сильним враженням» тощо. Гр. Тютюнник поступово дійшов висновку, що «талант — крапля здібностей і море праці». За зразок він мав українську класичну новелістику, сподівався "написати таке, щоб хоч віддалено наближалося виразністю й майстерністю до «Синьої книжечки» В. Стефаника чи до Тесленкових оповідань, захоплювався прозою Г. Косинки,  Ю. Яновського, А. Головка, з повагою ставився до сучасників, зокрема до О. Гончара («це наше джерело»), не приховував потреби наслідування, але як «великої любові до чогось», не вдавався до самореклами, посилаючись на класику, яка «найменше наближалася до рекламного факту, тому, власне, вона і класична».
Журнал «Дружба народов» відзначив оповідання Гр. Тютюнника як найкращі у своїх публікаціях 1967 року.
1968 року «Літературна газета» оголосила всесоюзний конкурс на найкраще оповідання. Григору Тютюннику було присуджено премію за оповідання «Деревій». Твір дав назву збірці (1969), до якої увійшли повість «Облога» та кілька оповідань.
З перших публікацій був уже «лідер молодих новелістів», завжди лишався «Собою, Особою, себто особливим». Сучасники спостерегли, що «з появою творів Григора прийшла в літературу нова художня фактура: правдиве, жорстке, вивірене авторською вимогливістю слово», що не «поступалося стефаниківському».
У 1970-ті роки з'являються у пресі — республіканській («Вітчизна», «Дніпро», «Ранок») та всесоюзній («Дружба народов», «Сельская молодежь», «Студенческий меридиан») нові твори Григора Тютюнника. У Таллінні виходить збірка його оповідань естонською мовою (1974). 1979 року журнал «Сельская молодежь» (№ 1) повідомляє, що його нагороджено медаллю «Золоте перо» — за багаторічну творчу співпрацю. Виходять друком збірки «Батьківські пороги», «Крайнебо» (Київ, 1972, 1975), «Отчие пороги» (Москва, 1975), «Коріння» (Київ, 1978).
Тютюнник перекладав українською мовою твори В. Шукшина: 1978 року у видавництві «Молодь» вийшла збірка оповідань та кіноповістей «Калина червона»; перекладав і твори М. Горького («Серце Данко»), І. Соколова-Микитова («Рік у лісі») та ін.

Надгробок Г. М. Тютюнника на Байковому кладовищі в Києві

На початку 1970-х років Гр. Тютюнник працював у видавництві «Веселка». Серед його доробку — настільна книга-календар для дітей «Дванадцять місяців» (1974), у підборі матеріалів до якої виявився його літературний смак, мистецька вимогливість, повага до юного читача. Пише він і сам твори для дітей, видає збірки оповідань «Ласочка» (1970), казок «Степова казка» (1973), які по-новому розкрили талант письменника. 1980 року за книги «Климко» (1976) і «Вогник далеко в степу» (1979) Григорові Тютюннику присуджено премію імені Лесі Українки. Ілюстрації до творів з великим натхненням створювали відомі художники, як от Яким Левич, Олександра Прахова. Я.Левич, з яким він приятелював, створив глибоко психологічний портрет письменника, ілюстрував чимало його творів, особливо на сторінках журналу «Малятко», де працював художнім редактором. Втім, Г.Тютюнник не писав лише для дітей, дивуючись з того, за спогадами Валерія Шевчука, що з нього хотіли «зробити дитячого письменника»..
Письменник написав близько 40 новел, 5 повістей (одна — незавершена), низку нарисів, статей, спогадів, його літературний спадок можна вмістити в одному томі на 600 сторінок, проте цього цілком вистачило, аби залишитися в каноні української літератури ХХ століття[джерело?].
Проза Григора Тютюнника — гостро соціальна. Видатний новеліст, звертаючись до «малих» прозових форм, хотів показати людину «тут і зараз», зобразити її внутрішній світ, неповторність моменту і переживання. Така форма написання відповідала характеру автора. Мова його творів — лаконічна, надзвичайно виразна, насичена народними афоризмами. Для письменника характерним є пісенний ліризм, емоційність і сентиментальна чутливість. Герої сприймають усе, що відбувається, спочатку серцем, а вже потім розумом[джерело?].
Коли один молодий письменник запитав у Григора Тютюнника про секрети його творчості, то почув у відповідь: «Біль! Повна душа болю… Але ж ви його не візьмете. Бо не пережили те, що мої герої». Письменник добре пам'ятав свої відчуття від утрати рідних, жорстоких ударів долі, злиденного воєнного дитинства[джерело?].
Створивши цілу галерею портретів людей села, Григір Тютюнник не просто розкрив національний характер у різних його соціальних, моральних, психологічних проявах, а сягнув своїм чесним художнім словом тієї міри дослідження життя, яка дозволяє говорити про типологічне узагальнення цього характеру, що несе у собі код генетичної пам'яті народу. Іван Дзюба в есеї «Смуток правди в Григорових очах…» пише:
|  | Не так і багато — обсягом друкованих аркушів — устиг він написати. А як багато сказав! Який огром народної долі й випробувань народних окреслив! Як показав стожильність народу свого і в лихолітті війни, і в тяготах відбудови. Як сміливо глянув на нові проблеми і «сюрпризи» розвитку. Який діапазон характерів і вдач. Яка реальність народного життя і сукупного народного характеру у всіх його «полюсах» і в усій органічній злуці різних якостей. І яке всерозуміння... |

Твори Григора Тютюнника перекладено англійською, білоруською, болгарською, вірменською, естонською, литовською, молдавською, німецькою, польською, російською, словацькою та багатьма іншими мовами.

### Епістолярна спадщина
У щоденниках Григора Тютюнника багато записів, котрі стосуються власне літературної праці й дають уявлення про його роботу не тільки у часопросторі художнього твору, а й у часопросторі його естетичної системи та системи етичних координат. Також вони свідчать про те, що художня творчість була для письменника процесом осмисленим, коли письменник вдумливо шукав відповідей, які б задовольнили його допитливий розум. Позаяк мав переконання: «Те, що називають вершиною таланту, — то вершина критичного ставлення до себе». 
Щоденники відкривають нам усю міру нещадної вимогливості Григора Тютюнника до самого себе, його самокритичність, осмисленість і вимогливість — аж до безжальності, коли він катується своїми людськими слабкостями чи професійною незрілістю, сумнівами чи пошуком єдино точного, безпомильного слова і дають можливість зрозуміти, що творення прози — не сховок від реального життя, а «чорна письменницька робота, катувальниця наша і радість» (З листа Григора Тютюнника до брата).

## Критика
Григір Тютюнник змушений був завойовувати прихильність читачів тоді, коли в пробудженій «хрущовською відлигою» літературі «гриміли» імена Ліни Костенко, Василя Симоненка, Івана Драча, Миколи Вінграновського; вже були відомі своїми тріумфальними дебютами молоді прозаїки Володимир Дрозд, Євген Гуцало, Валерій Шевчук. Втім, відразу стало зрозуміло, що письменник, який вразив усіх глибокою правдою життя, займає окремішнє місце і в культурно-мистецькому житті України епохи шістдесятництва, і в її літературі: не належав до Клубу творчої молоді, не брав участі у його акціях. Та й писати починав спочатку російською — і тільки під впливом старшого брата Григорія (вже після його смерті) повернувся до рідної мови.
Академік Микола Шамота, головний літературний прокуратор 1970-х років, картав його за «поетизацію села як душевного притулку самотньої і знеможеної в міській суєті людини, як джерела національної самосвідомості і т. ін.»
Щойно з'явилася збірка Григора Тютюнника «Батьківські пороги» (1972), як Семен Шаховський улаштував рознос з ідеологічним ухилом: «девальвація всього видатного, масштабного, що мав би художник помітити», «уразливі в ідейному розумінні» образи… Подібно висловлювався й Анатолій Гордієнко, філософ, який спеціалізувався на ідеологічній контрпропаганді: «в цілому його розуміння життя сучасника виявляється збідненим і спотвореним…»
Письменник ніколи його не ідеалізував, завжди у сприйнятті сучасників лишався «суворим реалістом-літописцем сучасного українського села», який створив «цілу галерею повнокровних сільських типів», хоч критика дорікала письменнику, що він пише «не про те село і не про тих селян», а деякі автори, апелюючи до європейських модерністів, вбачали у такій прозі із такими героями — анахронізм. Критики вказують на перегуки стильових рис у малій прозі Василя Стефаника і Григора Тютюнника. Обидва автори акцентували на життєвому трагізмі; описували межові стани, почуття відчаю, самотності, страждання, смерті й застосовували прийом розповіді від першої особи. Селяни у Василя Стефаника й Григора Тютюнника — єдині носії найвищих моральних якостей, хранителі національних традицій. Особливу роль у творчості цих письменників відіграє художня деталь, яка є наскрізною і часто переростає у символ, як-от у «Трьох зозулях з поклоном». Тютюнника розпікали за те, що він ідеалізує джерела, не про тих героїв пише, не веде їх на «передову» лінію життя[джерело?].
За спостереженням Романа Іваничука, Григір Тютюнник запроваджував «правдиве, жорстке, вивірене авторською вимогливістю слово, яке само собою відкидало полову банальності, наліт сентиментальності, було оголене, немов відвіяне зерно, й не поступалося стефаниківському слову»[джерело?].
Сміливість, принциповість, непокірність, безкомпромісність дорого коштували Григорові Михайловичу. Його ніколи не обирали членом правління Спілки, не делегували на письменницькі форуми, йому не раз погрожували виключенням зі Спілки, зняттям із роботи, його примусово-добровільно запрошували на різні спілчанські та партійні зібрання й «виховували» там за те, що ображав Богдана Чалого, Василя Козаченка, Миколу Рудя, Олександра Леваду й інших. В Україні ім'я Григора Тютюнника радянська цензура занесла до «чорних списків». Письменник констатував: «Я написав лишень півправду — тож мене викидають з літератури. А коли б я написав усю правду, то що: мене треба знищити?».
Нерідко митцю просто відмовляли в оприлюдненні нових творів, навіть не пояснивши до ладу причину. Так було з повістю «День мій суботній», про що й писав у листі автор: «Прочитали обидва наші журнали: „Вітчизна“ й „Дніпро“, і обидва повернули, запевнивши мене в своїй прихильності і навіть любові — не пройде, сказали. Тепер лишилося чекати, чи пройде воно в книжці», однак за життя письменника повість так і не оприлюднили українською мовою[джерело?].
У час Брежнєвської опали і репресій з 1972 року нові тексти Тютюнника практично не друкують, а надруковане потрапляє під підозру й купюри. Як свідчить про це Микола Ільницький: «гнів ортодоксальних критиків та й цензури не раз доходив до того, що з віддрукованого тиражу журналу працівники редакції змушені були виривати сторінки і спішно вклеювати в те місце нові (таке траплялося і в „Дніпрі“, і в „Жовтні“, і в інших часописах)»[джерело?].
У житті письменника вихід у світ кожної новели — велика перемога, агенти КДБ — постійне тло, цькування у Спілці і в пресі — звична справа. І всі переживання він ховав у собі. А коли у 80-му йому вручили як подачку премію Лесі Українки за дитячі твори, замість очікуваної Шевченківської, письменник не витримав.

## Стосунки з братом
У 1945-му до Шилівки повернулися дядько Филимон і поранений старший брат Григорій. Григір пригадує: «Аж тоді ото я взнав його трохи ближче, бо він мене іноді гладив по голівчині і казав щось хороше, лагідне»[джерело?].
Після звільнення Шилівки Григір Тютюнник навчався в місцевій школі. У його дитячій пам'яті збереглось кілька епізодів зустрічей зі старшим братом Григорієм[джерело?]:
|  | Ось ми, учні п’ятого класу, разом з усією школою, з усіма шилівцями стоїмо біля цементних східців старенького сільбуду. Червоніють прапори, плачуть, сміються люди. А на східцях попереду голови сільради, членів сільвиконкому та голів колгоспів виходить Григорій і виголошує промову. Він у довгій шинелі, затис в одній руці шапку з червоною партизанською стрічкою навскоси, а друга лежить на грудях у перев’язі. День Перемоги». |

Листуватись брати Тютюнники почали 1954 року, коли молодший Григір проходив флотську службу у Владивостоці. А незабаром брати вперше зустрілися у Львові, коли Григір приїхав до брата у коротку відпустку. Значною мірою, листування зміцнило їх братнє й творче спілкування. 1986 року у шостому номері журналу «Вітчизна» надрукували листування між Григорієм і Григором Тютюнниками під назвою «Закон спільного кореня». Там Микола Жулинський зазначив, що пророцтво Григорія Тютюнника щодо повернення молодшого Григора до рідної мови збулося, як і духовна потреба писати про людей, природу і світ, «коли буде мало бачити і розуміти цих людей, а єдиним сенсом життя і творчості стане потреба любити тих, з чиєї крові і плоті він народився як художник».
У листах до старшого брата Григір писав про студентське життя, прохання написати відгук на вірші приятеля, сільські замальовки, критичні поради, враження від зустрічі з літераторами, вплітав також фольклорні образи, фрагменти пісень, повідомлення про зміну сімейного статусу тощо. Це було дружнє спілкування двох різних і таких рідних братів. Про любов до старшого брата йдеться у його листах до вдови Григорія, Олени Черненко (Тютюнник): не датованому листі 1962 року, де Григір розповідає про організацію творчого вечора брата в Харківському університеті, і листі від червня 1965 року:
|  | ...я любив Григора щиро, навіть хворобливо–щиро, коли так можна сказати. А суперечки ... Тут, мабуть, я дійсно нагірчив твоїм спогадам. Однак скажу тобі й зараз, і через кільканадцять років, якщо доживу до того часу: ми з Григором мали на деякі речі принципово різні погляди, бо прожили різний вік і в різні епохи формувалися — а вони в нас так часто міняються... |

Григір Тютюнник зробив свій вибір на користь української мови зокрема й завдяки впливу брата, який наприкінці 1950-х уже писав роман «Вир», а Григір щойно самовизначався. Григорій у листі делікатно радив повернутися до рідної мови[джерело?]:
|  | От ти пишеш по-російськи… Ну що ж, як воно вже так склалося, пиши. Тільки знай, братику, мова – душа народу. Як же ти писатимеш про українців не їхньою мовою, як виразиш їхню душу не через їхню мову, сиріч душу? Ти обов’язково зайдеш у цей тупик і потупцяєш назад, шкодуючи, що змарнував стільки часу. Тоді згадаєш мене! |

А вже листування початку 1960-х років наповнене спогадами і роздумами Григора про брата, що помер у серпні 1961 року. В епістолярії 1962—1963 років зафіксовані критичні рефлексії щодо його творчості У листі до П. Т. Гаврилова від 15–16 травня 1963 року Григір аналізує посмертну збірку братових поезій «Журавлині ключі», яку довелося збирати «по одному віршику, а було таке, що й по рядку». Використовуючи компаративістичний методологічний підхід, він пише, що Григорій Тютюнник "не виставляє своїх почуттів читачеві з метою похизуватись «поэтической утончённостью души, як це часто робить, скажімо, Євтушенко або Вознесенський, і не нав'язує свого оптимізму, як Тичина; він увесь прагне до найконкретнішого факту, що викликає найконкретніші людські почуття: „Дивиться мати…“, „Ти мене чекаєш вже давно…“, „Я розкажу тобі“…, „Товариш“, „Студентське“ і т. д.».
Щоб створити кіносценарій за Григорієвим романом «Вир», з 4 березня 1965 до 13 січня 1967 року Григір працював на Київській кіностудії імені Олександра Довженка. Тоді ж він писав, що працює у сценарній майстерні при кіностудії під правицею О. Левади, разом з Павличком і Драчем.
Робота над сценарієм була наполегливою і успішною, це підтверджує висновок сценарно-редакційної колегії та першого творчого об'єднання, які 23 лютого 1967 року розглянули і обговорили третій варіант літературного сценарію «Вир» і відзначили, що з нього постає правдива і глибока картина життя передвоєнного українського села з самобутніми характерами людей, з цікавими нелегкими долями, картина, що вражає своєю достовірністю і неторканою красою. «Авторові сценарію вдалося не тільки зберегти справжню (немов би підтекстову, приховану) поетичність роману „Вир“, а подекуди ще й підсилити її, акцентувати уже в суто зоровому відтворенні»[джерело?].

## Родина

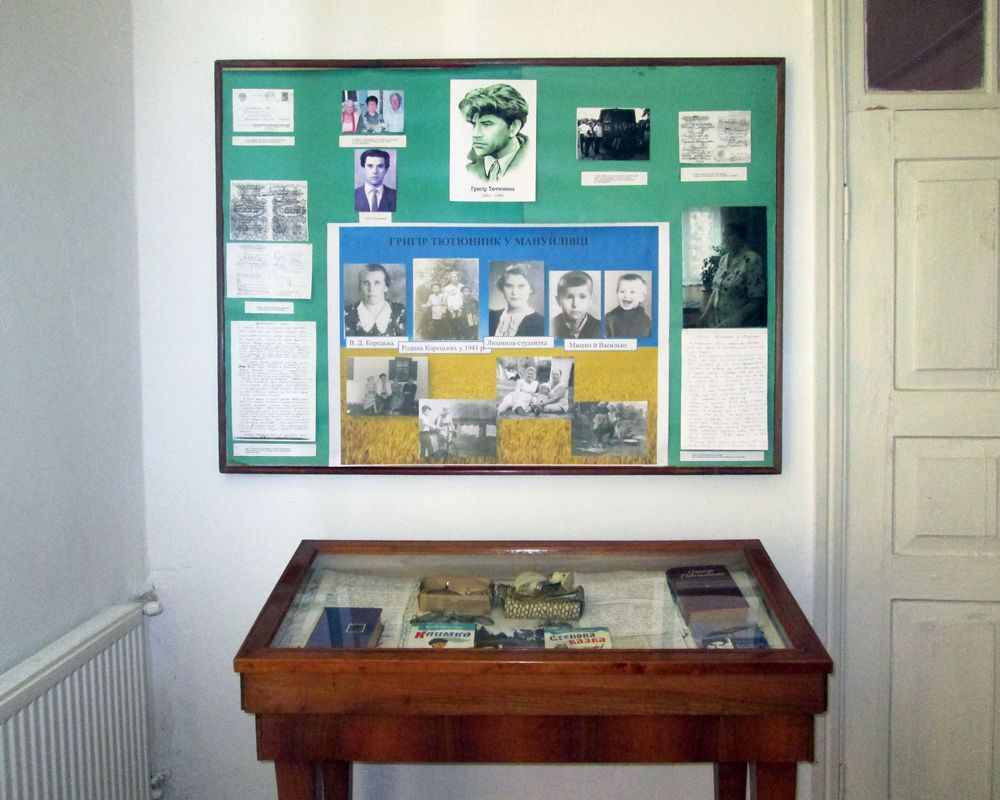
Експозиція музею Максима Горького у с. Верхня Мануйлівка, присвячена Г. Тютюннику

- Мати Григора, Ганна Михайлівна, померла 1987 року.
- Одружився 1958 року із Людмилою Василівною Корецькою із села Верхня Мануйлівка Козельщинського району Полтавської області.

Діти
- Михайло (названий на честь дідуся)[11], 1963 р. н., закінчив романо-германський факультет КДУ ім. Шевченка. Помер 2015 року від білокрів'я. Похований коло батька[джерело?].
- Василь 1970 р. н., закінчив факультет української філології КДУ ім. Шевченка. 2008 року емігрував до Латинської Америки, в даний час проживає в Чилі[23].

Родина Тютюнника по його смерті одержала квартиру на Троєщині.

### Власні твори

#### Збірки короткої прози
- «Зав'язь» (1968)
- «Деревій» (1969)
- «Батьківські пороги» (1972)
- «Крайнебо» (1975)
- «Коріння» (1978)

#### Окремі новели і оповідання
- «На згарищі»
- «Син приїхав»
- «Три зозулі з поклоном» (1976)

#### Повісті
- «Облога» (1969)
- «Климко» (1976)
- «Вогник далеко в степу» (1979)
- «День мій суботній» (1981)[24]
- «Житіє Артема Безвіконного» (1980-ті)

#### Твори для дітей
- Ласочка» (1970)
- «Лісова сторожка» (1971)
- «Степова казка» (1973)

#### Вибране
- «Вибрані твори» (Київ, «Дніпро», 1981)
- «Вибрані твори». («Січ», 2000)
- «Вибрані твори» («Сакцент Плюс», 2001)
- «Холодна м'ята» (збірка оповідань і повістей) («Український письменник», 2009)

#### Інше
- «Бути письменником: щоденники, записники, листи» (Передм., упорядкув. О. Неживого) (Київ, «Ярославів Вал», 2011)

### Переклади
- Василь Шукшин. Збірка оповідань та повістей «Калина червона». Переклад із російської, 1978[10].
- Максим Горький. «Серце Данко». Переклад із російської, 1974[10].
- Іван Соколов-Микитов. «Рік у лісі». Переклад із російської, 1976[10].
- Микола Островський. «Гудок». Переклад із російської, 1977[10].
- Худайберди Тухтабаєв. «Пригоди двієчника», 1977; «Кінець жовтого дива», 1978; «Червона шапочка», 1987. Переклад з узбецької[10].
- Рудольф Распе. «Пригоди барона Мюнхаузена». Переклад з німецької, 1981[10].
- Імант Зієдоніс. «Блакитна казка». Переклад з латиської, 1996[10].

## Відзнаки і премії
- 1967 рік – журнал «Дружба народов» відзначив оповідання Гр. Тютюнника як найкращі у своїх публікаціях.

- 1968 рік – «Литературная газета» оголосила всесоюзний конкурс на краще оповідання, і Гр. Тютюннику було присуджено премію за оповідання «Деревій».

- 1979 рік – медаль «Золоте перо» – відзнака журнала «Сельская молодежь».

- 1980 рік – Державна премія УРСР імені Лесі Українки – за твори «Климко» та «Вогник далеко у степу».

- 1989 рік – Державна премія УРСР імені Тараса Шевченка (посмертно) – за твори у 2-х томах.

1981 року за мотивами його оповідання «Син приїхав» режисер Ярослав Ланчак створив кортокометражний фільм «Скляне щастя», а у 1980 році режисер Петро Марусик за оповіданням «Оддавали Катрю» — однойменний короткометражний фільм. 
Режисер Станіслав Чернілевський зняв короткометражний фільм «Грамотний», де дебютував Богдан Бенюк, зігравши кіномеханіка.
1983 року режисер Микола Вінграновський за повістю «Климко» й творами «Дід Северин» і «Вогник далеко в степу» зняв повнометражну стрічку «Климко». 1993 року екранізовано його твір «Три плачі над Степаном» (режисер Валерій Шалига).

## Цікаві факти
- Повість «Климко» має автобіографічний характер. В 1942 році через голод та дослухавшись поради знайомих, письменник у віці 11 років пішов до матері на Полтавщину пішки.

Згодом в автобіографії письменник згадував: «Порадили мені чкурнути до матері на Полтавщину, щоб легше стало всьому сімейству, — голод як-не-як. Я так і зробив. Йшов пішки, маючи за плечима 11 років, три класи освіти і порожню торбинку, в котрій з початку подорожі було дев'ять сухарів, перепічка і банка меду — земляки дали на дорогу. Потім харчі вийшли. Почав старцювати. Перший раз просити було неймовірно важко, соромно, одбирало язик і в грудях терпло, тоді трохи привик. Ішов рівно два тижні. Через Слов'янськ, Краматорськ, Павлоград (чи Конград), Полтаву, Диканьку, Опішню».

## Пам'ять
Письменникові присвячено одну з вітрин Музею однієї вулиці. В середині 1960-х років він мешкав на Андріївському узвозі. В музеї виставлені автографи Григора Тютюнника, листи до друга, колекція оригінальних світлин.
На могилі Тютюнника встановлено бюст письменника на високій стелі (скульптор В.Луцак, архітектор Я.Ковбаса).
На будинку, де мешкав письменник (1963—67; Андріївський узвіз, № 32), встановлено меморіальну дошку (скульптор В. Луцак, архітектор І. Лебідь). Таку ж дошку відкрито в Лубнах (вул. Я. Мудрого, 50) з написом «Український письменник Григір Тютюнник. Буваючи в Лубнах, зупинявся в цьому будинку з 1970 по 1979 рік».
У с. Верхня Мануйлівка Кременчуцького району Полтавської області, на садибі тещі Григора Тютюнника, в травні 2021 року встановлено меморіальну дошку з написом: "Тут від 1958 до 1979 року регулярно гостював і творив видатний український письменник-шістдесятник Григір Михайлович Тютюнник (1931-1980)" 
1998 року одній із бібліотек для дітей Дніпровського району Києва присвоєно ім'я Григора Тютюнника. У ній оформлено музейну експозицію. У школі с. Щотове на Луганщині у 1988 року відкрито літературний музей, а на шкільному подвір'ї споруджено пам'ятник. Шкільний музей функціонує також на батьківщині письменника у селі Шилівка. Скульптурний портрет Григора Тютюнника створив у 1990 році скульптор із Луганська І. М. Чумак.
5 грудня 2006 в Будинку письменників (Київ) відбувся вечір пам'яті Григора Тютюнника (до 75-річчя від дня народження).
6 лютого 2014 року в Національній спілці письменників України відбулася презентація фільму режисера О. Рябокриса про Гр. Тютюнника «Доля».
Особовий фонд Тютюнника зберігається в ЦДМЛМ України.
2021 року вийшла книжка «Такий він у нашій пам'яті. Спогади про Григора Тютюнника», укладач — Михайло Слабошпицький.
Вулиці Григора Тютюнника є у низці поселень України.